# Фидальго, Сальвадор
Сальвадо́р Фида́льго-и-Лопегарси́я (исп. Salvador Fidalgo y Lopegarcía; 6 августа 1756, Сео-де-Уржель — 27 сентября 1803, Такубая) — испанский путешественник, в конце XVIII века возглавлявший экспедицию, исследовавшую северо-западное побережье Американского континента.

## Ранняя биография
Фидальго родился в городе Сео-де-Уржель в дворянской семье, происходившей из Наварры. Он поступил на Королевский флот в звании мичмана и прошёл обучение в Королевской школе гардемаринов в Кадисе. Он окончил школу в 1775 году и получил звание Alférez de Fragata. В 1780-е годы он работал в группе испанских картографов под началом Висенте Тофиньо. Эта группа создала первый атлас испанских портов и прибрежных вод. Затем Фидальго служил на разных должностях в Средиземном море, принимал участие в военных действиях против Англии и Португалии. В 1778 году он получил звание лейтенанта (Teniente de Navío) и отправлен на испанскую военно-морскую базу в Сан-Бласе, на тихоокеанском побережье Мексики.

## Экспедиция 1790 года
Основываясь на папской булле 1493 года Inter caetera и последовавшим за неё Тордесильясским договором, Испания считала, что ей принадлежит всё западное полушарие (за исключением Бразилии), включая тихоокеанское побережье Америки вплоть до Аляски. Уже в 1513 году экспедиция Васко Нуньеса де Бальбоа достигла берега Тихого океана в современной Панаме. Однако в следующие 250 лет Испания не предпринимала никаких попыток колонизировать тихоокеанское побережье Северной Америки. К концу XVIII века Россия и Великобритания достигли северо-западного побережья Америки, что побудило Испанию перейти к реальным действиям.

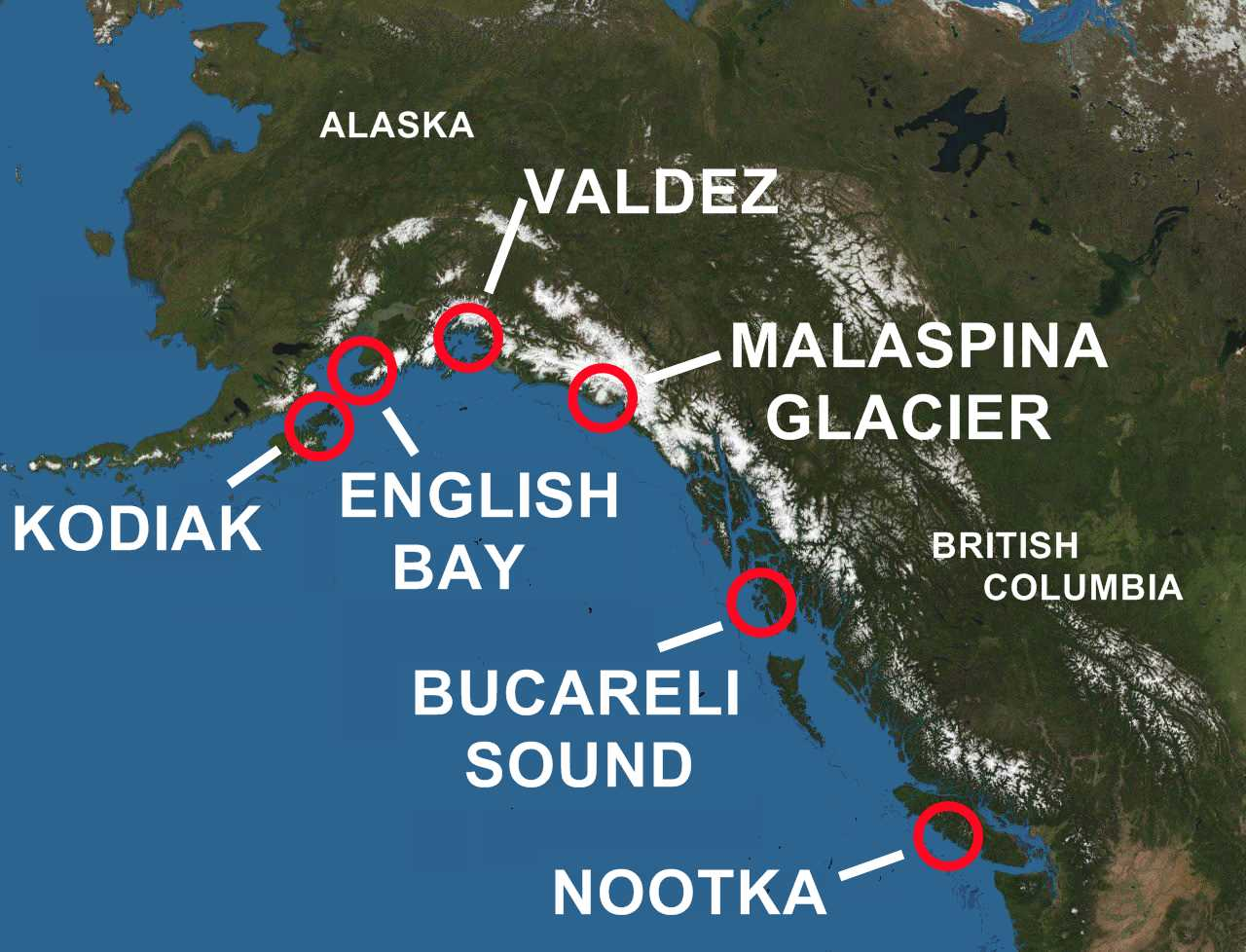
Испанские высадки в Северо-Западной Америке

В 1790 году Хуан Висенте де Гуэмес, вице-король Новой Испании, послал Фидальго к самому северному испанскому поселению, Сан-Лоренцо-де-Нутка, около острова Ванкувер. В мае 1790 года Фидальго отплыл из Ноотки на север вдоль побережья, и через несколько недель достиг современной Кордовы на Аляске. Экспедиция не обнаружила никаких следов присутствия русских и успешно торговала с местным населением. 3 июня 1790 года экспедиция высадилась на берегу бухты Орка, где Фидальго воздвиг большой деревянный крест, объявил о суверенитете Испании над этим местом, и назвал его Пуэрто-Кордова. 15 июня 1790 года экспедиция открыла гавань, которую они назвали Пуэрто-Вальдес, по имени морского министра Испании Антонио Вальдеса.
4 июля 1790 года экспедиция впервые вошла в контакт с русскими, на юго-западном побережье полуострова Кенай. Это место Фидальго назвал Пуэрто-Вильяхихедо. Далее экспедиция проследовала к крупнейшему русскому поселению на острове Кадьяк. 5 июля Фидальго около Александровска, юго-западнее современного Анкориджа, снова провозгласил суверенитет Испании. Затем экспедиция развернулась и вернулась в Сан-Блас 15 ноября 1790 года.

## Баия-де-Нуньес-Гаона
В 1792 году Сальвадору Фидальго было поручено основать испанское поселение Ниа-Бэй, на юго-западном берегу пролива Хуан-де-Фука в современном штате Вашингтон. Испанцы называли это поселение Баия-де-Нуньес-Гаона (исп. Bahía de Núñez Gaona). 28 мая 1792 года он прибыл туда из Сан-Бласа на борту корвета «Принцесса». За короткое время была расчищена земля для сада, установлено укрепление, в котором размещён небольшой гарнизон, и доставлена партия домашних животных.
Пост был основан во время переговоров между Испанией и Великобританией, которые в конечном счёте привели к подписанию Нуткинских конвенций, и после ряда столкновений между Испанией и Великобританией в проливе Нутка в 1789 году, известных как Нуткинский кризис. Во время основания поселения было непонятно, останется ли испанский военный гарнизон на берегу пролива Нутка за Испанией или перейдёт к англичанам. В задачи Фидальго входила также подготовка Баии-де-Нуньес к возможному переносу туда этого гарнизона.
Осенью 1792 года произошёл конфликт испанцев с местным индейским племенем Маках. Первый заместитель Фидальго, Антонио Серантес, был убит, и в качестве возмездия Фидальго напал на маках. Эти его действия вызвали крайнее неодобрение начальства, он был вызван в гарнизон в проливе Нутка, а Баия-де-Нуньес-Гаона прекратило существование.

## Дальнейшая жизнь
В 1794 году Сальвадор Фидальго получил звание капитана (исп. Capitán de Fragata). В 1795 году он плавал на Филиппины для доставки дипломатических документов. В 1801 году подавил восстание индейцев на острове Тибурон.
Фидальго умер в 1803 году в Такубае около Мехико.

## Увековечение памяти
В честь Сальвадора Фидальго назван остров Фидальго около Пьюджет-Саунд.